# Viktor Kassai
Viktor Kassai (10 de setembro de 1975) é um árbitro de futebol da Hungria.
Agente de viagens, Kassai é árbitro internacional da FIFA desde 2003. Participou das Eliminatórias da Copa do Mundo FIFA de 2006 e 2010, da Liga dos Campeões da UEFA de 2005 até o presente, eliminatórias para a Euro 2008 e Campeonato Mundial de Futebol Sub-20 de 2007 e 2009. Mediou a final masculina de futebol nos Jogos Olímpicos de Verão de 2008. Também apitou a Final da UEFA Champions League de 2011 entre Barcelona e Manchester United

## Copa do Mundo 2010
Selecionado para participar da Copa do Mundo FIFA 2010, juntamente com os assistentes e compatriotas Gabor Eros e Tibor Vamos.